# Тарадеевское сельское поселение
Тараде́евское се́льское поселе́ние — упразднённое сельское поселение в Шацком районе Рязанской области.
Административный центр — село Тарадеи.

## История

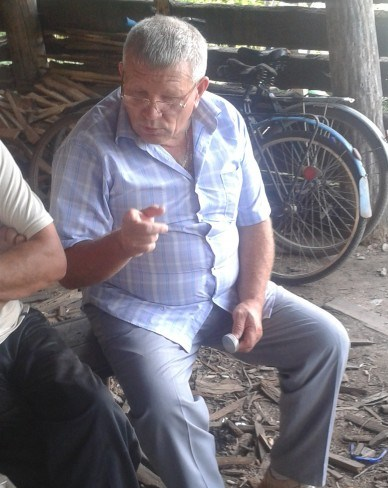
Глава Тарадеевского сельского поселения Боронтов Николай Васильевич на встрече с жителями села Казачий Дюк

В ходе выборов на должность главы Тарадеевского сельского поселения Боронтов Николай Васильвич переизбран на второй срок.
Поселение утверждено 14 апреля 2009 года, советом депутатов муниципального образования Тарадеевское сельское поселение, в связи с законом «О наделении муниципального образования — Шацкий район статусом муниципального района», принятый Рязанской областной Думой 22 сентября 2004 года.
Законом Рязанской области от 11 мая 2017 года № 24-ОЗ, были преобразованы, путём их объединения Ольховское и Тарадеевское сельские поселения — в Ольховское сельское поселение с административным центром в селе Ольхи.

## Население
| 2010 | 2012 | 2013 | 2014 | 2015 | 2016 | 2017 |
| ---- | ---- | ---- | ---- | ---- | ---- | ---- |
| 748  | ↘713 | ↘678 | ↗681 | ↘647 | ↘619 | ↘608 |

## Состав сельского поселения
В состав сельского поселения входят 15 населённых пунктов
- Андроновка (деревня) — 2[13]
- Даниловка (деревня) — 0[14]
- Казачий Дюк (село) — 189[13]
- Козино (деревня) — 0[13]
- Красный Городок (посёлок) — 1[13]
- Кулики (село) — 190[13]
- Липяной Дюк (деревня) — 8[13]
- Марьино (деревня) — 0[13]
- Мишутино (деревня) — 5[13]
- Новая (деревня) — 25[13]
- Студёновка (деревня) — 24[13]
- Тарадеи (село, административный центр) — 155[13]
- Тюрино (село) — 4[13]
- Успеновка (деревня) — 13[13]
- Шевырляй (село) — 198[13]